# Niżny Groń
Niżny Groń (605 m) – porośnięty lasem, mało wybitny szczyt w obrębie miasta Szczawnica w województwie małopolskim, w powiecie nowotarskim. Wznosi się w Małych Pieninach na północnych, stromo opadających do doliny Grajcarka stokach Palenicy i Gronia. Jest porośnięty lasem o nazwie Hulina.
Pomiędzy Niżnym Groniem a położonymi wyżej i również porośniętym lasem Groniem i Palenicą ciągnie się równoleżnikowo pas łąk. Są na nim dwa domy należące do osiedla Hulina (część Szczawnicy). W dolnej, zachodniej części tych łąk wypływa niewielki potok uchodzący do Grajcarka.
Dawniej północny stok Niżnego Gronia nazywano Huliną. W miejscowej gwarze słowo hulina oznaczało wąski żleb lub rynnę, którymi spuszczano drzewo w dół stoku. Na Hulinę często wychodzili kuracjusze szczawnickich uzdrowisk „dla widoku na Pieniny”. Budują go wapienie pstre i wapienie warstwy jarmuckiej. W 1935 r. ziemianin Adam Stadnicki na obszarze 52 ha utworzył leśny rezerwat przyrody. W latach 1937–1938 na dużą skalę jednak wyrębywano tu las, a w 1943 i 44 katastrofalna wichura wyłamała pozostałe drzewa.
Niżny Groń znajduje się poza granicami Pienińskiego Parku Narodowego.